# Coloquio de Ratisbona

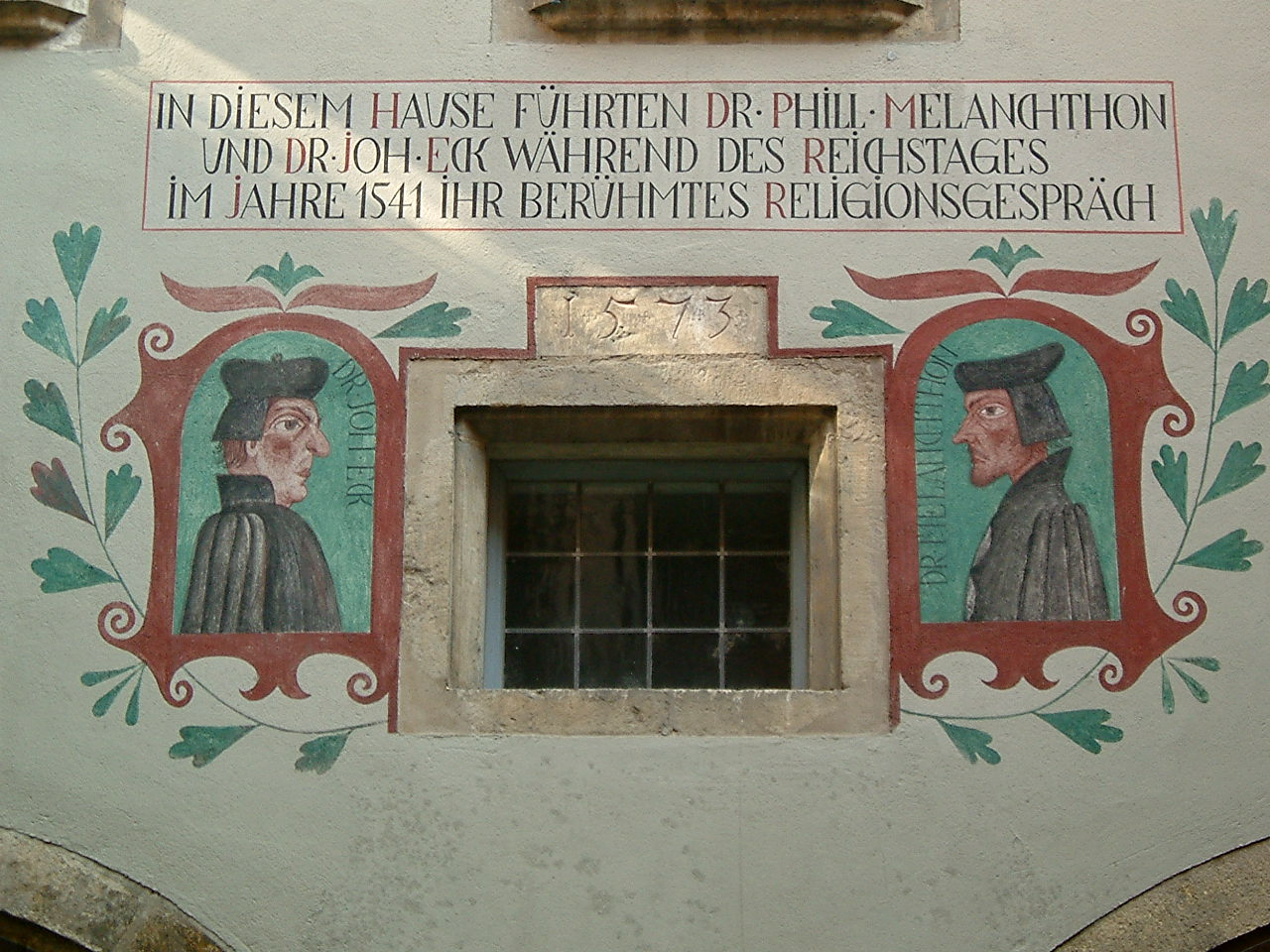
Fresco en memoria del Coloquio de 1541 en su sitio en Ratisbona.

El Coloquio de Ratisbona, también llamado Coloquio de Regensburgo, o Dieta de Ratisbona/Regensburg o Interim de Ratisbona/Regensburg fue una conferencia llevada a cabo en la ciudad de Ratisbona en 1541, durante la Reforma protestante, en la cual culminaron los intentos de restauración de la antigua unidad del Sacro Imperio Romano a través del debate teológico.

## Trasfondo
Delegados de las diferentes partes se habían reunido en Haguenau en 1540 y en Worms en enero de 1541, pero la última sesión de la Dieta Imperial fue pospuesta por el emperador  Carlos V cuando la Dieta se preparaba para reunirse en Ratisbona. El tema de debate iba a ser las Confesiones de Augsburgo, la declaración principal del movimiento protestante, y la Disculpa de la Confesión de Augsburgo, una defensa de la Confesión escrita por Philipp Melanchthon.
El 15 de diciembre de 1540, una conferencia secreta tomó lugar entre Johann Gropper, canónigo de Colonia, y Gerhard Veltwick, secretario imperial, por una parte, y Butzer y Capito, los delegados de la protestante Estrasburgo, por la otra parte. Ambas partes acordaron sus posiciones respecto al pecado original y la doctrina de la justificación, pero la promesa hecha por el grupo católico en el coloquio religioso de Haguenau de negociar las bases de la Confesión y la Disculpa de la Confesión de Augsburgo no fueron tratadas.
A comienzos del 1541, Bultzer envió un borrador de las conclusiones de Joaquín II, Elector de Brandeburgo con el pedido de comunicarlo a Lutero y los otros príncipes de la liga protestante. El documento era en lo fundamental idéntico al después llamado Libro de Ratisbona, que formó la base de la Conferencia de Ratisbona en lugar de la Confesión de Ausburgo. Estaba dividido en veintitrés artículos, algunos de los cuales eran muy cercanos a las posiciones protestantes; pero no decidía sobre ninguna cuestión de dogma y no excluía las posiciones católicas. El 13 de febrero de 1541, el libro llegó a las manos de Lutero. En vez de ver las aparentes concesiones realizadas sobre la doctrina de la justificación, él percibió que los artículos propuestos no podían ser aceptados por ninguna de ambas partes.

## El coloquio
El 23 de febrero de 1541 el emperador entró en Ratisbona. En consideración de la difícil situación política, en especial por la amenaza de guerra con el Imperio otomano y las negociaciones del rey de Francia con los protestantes en su propio país, su deseo era el de pacificar su imperio. La conferencia comenzó el 5 de abril. Los negociadores fueron Gropper, Pflug, y Eck por el lado católico, bajo la supervisión del legado papal, el cardenal Contarini; Bucer, el anciano Johannes Pistorius, y Melanchthon por parte de los protestantes. Al lado de los presidentes, el conde palatino Federico, y Nicolás Perrenot de Granvela, había seis testigos, entre ellos Burkhardt y Feige, cancilleres de Sajonia y Hesse respectivamente, y Jacob Sturm von Sturmeck, de Estrasburgo.
Los primeros cuatro artículos, sobre la condición e integridad del hombre antes de la caída del hombre, sobre la libertad teológica, sobre las casusas del pecado, y sobre el pecado original, pasaron sin dificultad. El artículo sobre la justificación encontró una gran oposición, en especial por parte de Johann Eck, pero finalmente se llegó a un acuerdo. Ni Juan Federico, Elector de Sajonia, ni Lutero estaban satisfechos con este artículo. Respecto a los artículos sobre la doctrina de la autoridad de la Iglesia, la jerarquía eclesiástica, la disciplina, los sacramentos, etc., no hubo acuerdo posible, y se saltearon todos sin ningún resultado. El 31 de mayo el libro con los cambios acordados y nueve contraproposiciones de los protestantes se devolvió al Emperador. En lugar de la oposición de electorado de Maguncia, Baviera y el legado imperial, Carlos V aún tenía la esperanza de que se llegara a un acuerdo sobre la base de los artículos que habían aceptado ambas partes, y aquellos en los que no estuvieron de acuerdo fueron pospuestos para otros tiempos.
Tal como se percibió, todas las negociaciones serían vanas si no se obtenía el consentimiento de Lutero, y una representación de John de Anhalt llegó el 9 de julio a Wittenberg, donde Lutero residía. Lutero respondió de un modo educado y casi diplomático. Expreso satisfacción por la referencia al acuerdo sobre algunos artículos, pero no creyó en la sinceridad de sus oponentes e hizo su consentimiento dependiendo de algunas condiciones que él sabía que no podrían ser admitidas por los católicos.
Antes de que la representación hubiera vuelto de Wittenberg, el partido católico había destruido por completo toda esperanza puesta en la reunión. La fórmula de la justificación, que Gasparo Contarini había enviado a Roma fue rechazada por el papa. Roma declaró que el asunto podría ser resuelto sólo en un concilio, y su oposición fue compartida por la parte más estricta de entre los estados. Alberto de Mainz urgió al Emperador que tomara armas contra los protestantes. Carlos V intentó en vano inducir a los protestantes a aceptar los artículos en disputa, mientras que Joaquín de Bradenburgo hizo nuevos intentos de lograr un acuerdo. Cada día la diferencia entre los partidos opuestos se volvió más grande, y ambos, incluso los católicos, mostraron una disposición a aliarse entre ellos con Francia en contra del Emperador.

## Consecuencias del Coloquio
Aunque el destino del libro de Regensburg no siguió siendo dudoso, después de que Lutero y el elector Juan Federico comprendieron profundamente sus contenidos, se confirmó que sus inclinaciones consistían en rechazarlo, y Lutero exigió que incluso los artículos en los que había habido acuerdo deberían rechazarse. El 5 de julio los estados rechazaron los esfuerzos del emperador para lograr la unión. Ellos pidieron una investigación sobre los artículos en los que se había logrado un acuerdo y, en el caso de que fuese necesario, una enmienda y una explicación por parte del legado papal. Además, los protestantes serían compelidos a aceptar los artículos en disputa, y que si se negaran, un concilio nacional o general debería ser convocado. Contarini recibió instrucciones de anunciar al emperador que todas las cuestiones religiosas o eclesiásticas deberían dejarse en manos del papa. Aunque todo el esfuerzo para la unión terminara en un fracaso, incluso antes los estados protestantes declararon que ellos insistieron ante sus contrapropuestas en cuanto a los artículos en disputa.
Los supuestos resultados de la conferencia religiosa iban a ser dejados a un concilio nacional o ante una asamblea del emperador que debía ser convocada para unos dieciocho meses después. En este tiempo los protestantes estuvieron inclinados a aceptar los artículos en los que se había llegado a un acuerdo, pero sin publicar nada sobre ello, y a no abolir ninguna iglesia o monasterio, mientras que a los prelados se les solicitó reformar su clero según las órdenes del legado. La Paz de Nuremberg iba a extenderse hasta el tiempo de este futuro concilio, pero el receso de Augsburgo se iba a mantener.
Estas decisiones pudieron haber sido muy peligrosas para los protestantes, y para no forzarlos a una alianza con sus oponentes extranjeros, el emperador decidió cambiar algunas de las resoluciones a su favor; pero los católicos no tuvieron noticia de esta declaración. Dado que el emperador no quería exponerse a una intervención por parte de ellos, dejó Regensburg el día 29 de junio, sin haber obtenido ni el acuerdo ni la humillación de los protestantes, y el partido de los católicos ahora lo consideró como gran falta de confianza, mayor de la que los protestantes les suscitaban.